# Государственные награды Туркменистана
Государственные награды Туркменистана — высшая форма признания заслуг перед государством и народом Туркменистана.
Государственные награды Туркменистана учреждаются Меджлисом страны. Официальные названия государственных наград Туркменистана устанавливаются на туркменском языке.
Юбилейные, памятные медали и другие награды, учреждаемые в ознаменование важных дат или событий в истории Туркменистана, а также награды правительства, министерств и ведомств к государственным наградам Туркменистана не относятся.
Правовой статус государственных наград Туркменистана, а также права и обязанности награждённых государственными наградами Туркменистана устанавливаются Законом Туркменистана «О государственных наградах Туркменистана» от 18 июня 2016 года.

## Виды государственных наград
Государственными наградами Туркменистана являются высшая степень отличия Туркменистана — звание «Türkmenistanyň Gahrymany» (русск. «Герой Туркменистана»), ордена, медали и почётные звания Туркменистана.

### Высшая степень отличия Туркменистана
Звание «Türkmenistanyň Gahrymany» (русск. «Герой Туркменистана») является высшей степенью отличия Туркменистана и присваивается только гражданам Туркменистана за особо выдающиеся заслуги перед государством и обществом.

### Ордена Туркменистана
По старшинству:
1. «Watan» — (русск. «Родина») (награждается исключительно президент Туркменистана);
2. «Türkmenistanyň ilkinji Prezidenti Beýik Saparmyrat Türkmenbaşy» — (русск. «Первый Президент Туркменистана Сапармурат Туркменбаши Великий»);
3. «Prezidentiň ýyldyzy» — (русск. «Звезда президента»);
4. «Oguzhanyň ýyldyzy» — (русск. «Звезда Огузхана»);
5. «Türkmenbaşy» — (русск. «Туркменбаши»);
6. «Altyn asyr» — (русск. «Золотой век»);
7. «Garaşsyzlyk» — (русск. «Независимость»);
8. «Bitaraplyk» — (русск. «Нейтралитет»);
9. «Garaşsyz Türkmenistana bolan beýik söýgüsi üçin» — (русск. «За большую любовь к независимому Туркменистану»);
10. «Galkynyş» — (русск. «Возрождение»);
11. «Ruhubelent» — (русск. «Высокая духовность»);
12. «Zenan kalby» — (русск. «Женская душа»);
13. «Hyzmatdaşlygy ösdürmäge goşandy üçin» — (русск. «За вклад в развитие сотрудничества») (награждаются государственные и общественные деятели иностранных государств).

### Медали Туркменистана
По старшинству:
1. «Altyn aý» — (русск. «Золотой месяц») (знак особого отличия Героя Туркменистана);
2. «Mälikguly Berdimuhamedow» — (русск. «Мяликкули Бердымухаммедов»);
3. «Edermenlik» — (русск. «Мужество»);
4. «Gaýrat» — (русск. «Усердие»);
5. «Magtymguly Pyragy» — (русск. «Махтумкули Фраги»);
6. «Türkmen edermen» — (русск. «Отважный туркмен») ;
7. «Watana bolan söýgüsi üçin» — (русск. «За любовь к Родине»);
8. «Harby gullugyň weterany» — (русск. «Ветеран военной службы»);
9. «Içeri işler edaralarynyň weterany» — (русск. «Ветеран органов внутренних дел»);
10. «Watan öňündäki birkemsiz harby gullugy üçin» — (русск. «За безупречную военную службу»);
11. «Birkemsiz gullugy üçin» — (русск. «За безупречную службу»).

### Почётные звания Туркменистана
1. «Türkmenistanyň halk mugallymy» — (русск. «Народный учитель Туркменистана»);
2. «Türkmenistanyň halk lukmany» — (русск. «Народный врач Туркменистана»);
3. «Türkmenistanyň halk atşynasy» — (русск. «Народный коневод Туркменистана»);
4. «Türkmenistanyň halk artisti» — (русск. «Народный артист Туркменистана»);
5. «Türkmenistanyň halk suratkeşi» — (русск. «Народный художник Туркменистана»);
6. «Türkmenistanyň halk ýazyjysy» — (русск. «Народный писатель Туркменистана»);
7. «Türkmenistanyň halk bagşysy» — (русск. «Народный бахши Туркменистана»);
8. «Türkmenistanyň ylymda we tehnikada at gazanan işgäri» — (русск. «Заслуженный работник науки и техники Туркменистана»);
9. «Türkmenistanyň at gazanan senagat işgäri» — (русск. «Заслуженный работник промышленности Туркменистана»);
10. «Türkmenistanyň at gazanan halyçysy» — (русск. «Заслуженная ковровщица Туркменистана»);
11. «Türkmenistanyň at gazanan gurluşykçysy» — (русск. «Заслуженный строитель Туркменистана»);
12. «Türkmenistanyň at gazanan arhitektory» — (русск. «Заслуженный архитектор Туркменистана»);
13. «Türkmenistanyň at gazanan ulag işgäri» — (русск. «Заслуженный работник транспорта Туркменистана»);
14. «Türkmenistanyň at gazanan aragatnaşyk işgäri» — (русск. «Заслуженный работник связи Туркменистана»);
15. «Türkmenistanyň at gazanan oba hojalyk işgäri» — (русск. «Заслуженный работник сельского хозяйства»);
16. «Türkmenistanyň at gazanan atşynasy» — (русск. «Заслуженный коневод Туркменистана»);
17. «Türkmenistanyň at gazanan ýer gurluşykçysy» — (русск. «Заслуженный землеустроитель Туркменистана»);
18. «Türkmenistanyü at gazanan saglygy goraýyş işgäri» — (русск. «Заслуженный работник здравоохранения Туркменистана»);
19. «Türkmenistanyň at gazanan medeniýet işgäri» — (русск. «Заслуженный работник культуры Туркменистана»);
20. «Türkmenistanyň at gazanan artisti» — (русск. «Заслуженный артист Туркменистана»);
21. «Türkmenistanyň at gazanan bagşysy» — (русск. «Заслуженный бахши Туркменистана»);
22. «Türkmenistanyň sungatda at gazanan işgäri» — (русск. «Заслуженный деятель искусств Туркменистана»);
23. «Türkmenistanyň at gazanan žurnalisti» — (русск. «Заслуженный журналист Туркменистана»);
24. «Türkmenistanyň at gazanan bilim işgäri» — (русск. «Заслуженный работник образования Туркменистана»);
25. «Türkmenistanyň durmuş hyzmaty çygrynyň at gazanan işgäri» — (русск. «Заслуженный работник сферы обслуживания населения Туркменистана»);
26. «Türkmenistanyň at gazanan ýuristi» — (русск. «Заслуженный юрист Туркменистана»);
27. «Türkmenistanyň at gazanan ykdysatçysy» — (русск. «Заслуженный экономист Туркменистана»);
28. «Türkmenistanyň at gazanan uçarmany» — (русск. «Заслуженный летчик Туркменистана»);
29. «Türkmenistanyň at gazanan sport ussady» — (русск. «Заслуженный мастер спорта Туркменистана»);
30. «Türkmenistanyň at gazanan tälimçisi» — (русск. «Заслуженный тренер Туркменистана»);
31. «Türkmenistanyň Hormatly il ýaşulusy» — (русск. «Почетный старейшина народа Туркменистана»);
32. «Altyn asyryň hünär ussady» — (русск. «Мастер профессии Золотого века Туркменистана»);
33. «Ene mähri» — (русск. «Материнская нежность» (вар. «Мать-героиня»));
34. «Türkmenistanyň ussat halypa çapyksuwary» — (русск. «Мастер жокей-наставник Туркменистана»).

Одно и то же почётное звание Туркменистана вторично не присваивается.
Почётное звание «halk» (русск. «народный»), присваиваемое за профессиональное мастерство, может быть присвоено после присвоения почётного звания «at gazanan» (русск. «заслуженный») по этой отрасли.